# None of Us Are Getting Out of This Life Alive
None of Us Are Getting Out of This Life Alive è un mixtape del rapper e produttore britannico Mike Skinner, pubblicato con il nome del suo progetto The Streets nel 2020.

## Tracce
1. Call My Phone Thinking I'm Doing Nothing Better (featuring Tame Impala) – 2:49
2. None of us Are Getting Out of This Alive (featuring Idles) – 3:53
3. I Wished You Loved You As Much As You Love Him (featuring Greentea Peng & Donae'o) – 2:54
4. You Can't Afford Me (featuring Ms Banks) – 3:06
5. I Know Something You Did (featuring Jesse James Solomon & Eliza) – 3:39
6. Eskimo Ice (featuring Kasien) – 3:22
7. Phone is Always in My Hand (featuring Dapz On The Map) – 3:20
8. The Poison I Take Hoping You Will Suffer (featuring Oscar #Worldpeace) – 3:20
9. Same Direction (featuring Jimothy) – 3:15
10. Falling Down (featuring Hak Baker) – 2:52
11. Conspiracy Theory Freestyle (featuring Rob Harvey) – 3:04
12. Take Me As I Am (featuring Chris Lorenzo) – 3:07